# Octonautas
Octonautas es una serie británica de televisión, basada en la serie de libros Los Octonautas de Vicki Wong y Michael C. Murphy para Meomi Design Inc. La serie está producida por Chorion / Brown Bag Films. Se emite en Latinoamérica por Discovery Kids.

## Descripción
La serie está protagonizada por los Octonautas, un intrépido grupo de exploradores submarinos. La misión de los Octonautas es “explorar, rescatar y proteger” el mundo marino y a sus habitantes. En una flota de naves acuáticas, rescatan criaturas del mar, exploran el mundo bajo el agua, y muchas veces salvan el día antes de regresar a salvo a su base, el Octomódulo. Junto a los tres protagonistas (el Capitán Polar, Kwazii y Pepe Pingüino) los Octonautas siempre se embarcan en una emocionante aventura.

## Personajes

### Capitán Polar
El valiente Capitán Polo Polar (nombre en inglés: Barnacles Bear), además de ser un extraordinario oso polar, es también el líder del equipo de Octonautas. Siempre es el primero en correr para prestar ayuda y le encanta tocar el acordeón y escribir en su diario de navegación. Puede conducir cualquier nave (aunque prefiere la Nave A) y es lo suficientemente fuerte como para levantar una almeja gigante. Nació en el Ártico, donde tiene un amigo narval llamado Boris. Adora nadar en agua congelada y conducir el Octomódulo usando el timón manual.

### Kwazii
El teniente Kwazii gato (Kwazii Cat [televisión]/Kwazii Kitten [libros]) es un temerario gato anaranjado del misterioso Extremo Oriente con un misterioso pasado pirata. Cree en los monstruos marinos. Adora viajar a lugares exóticos. Cuenta historias de su abuelo Kalico Jack y le encantan los baños largos, la lucha con espadas y conducir realmente rápido la Nave B.

### Pepe Pingüino
El enfermero Pepe pingüino (Medic Peso ranin) es el médico del equipo. Un pingüino de gran corazón al que le encanta curar las heridas. No le gusta demasiado las cosas que dan miedo, pero si alguien está enfermo o herido, puede convertirse en el Octonauta más valiente. Le tiene miedo a la Zona Batipelágica.

### Víctor Vegimal
El cocinero Víctor Vegimal (Tunip the Vegimal) es una criatura especial, mitad vegetal, mitad animal, que ayuda en cada tarea que puede. Adora cocinar platos con pescado y tortas, y trabajar en el huerto. Víctor, al igual que el resto de los Vegimales, puede respirar aire y agua, y habla un idioma extraño que sólo Shellington puede entender (a veces). La única palabra en español que puede decir es su nombre. Su comida favorita son las algas y las galletas de pescado. Es una criatura muy especial que ayuda a los octonautas como puede. Siempre cuando acaba un capítulo bailan para celebrar la criatura que conocieron. Es muy tierno como todos los vegimales. Víctor es el único protagonista vegimal.

### Profesor Sabedor / Ideas
El Profesor Sabedor / Profesor Ideas (Professor Inkling Octopus) es un pulpo brillante y oceanógrafo. De hecho, fue él quien fundó y juntó al grupo de Octonautas con el objetivo de fomentar la investigación y conservación marina. Debido a su delicado gran cerebro, prefiere permanecer en el Octomódulo y no ir a las misiones. Usando sus tentáculos puede leer ocho libros a la vez. Tiene un primo que es un calamar gigante llamado Irving. Posee una enorme biblioteca con libros, algunos escritos por él y por sus antepasados, quienes también fueron exploradores.

### Shellington
El Dr. Shellington (Scientist Shellington Sea Otter) es una nutria de mar que adora su trabajo científico. Sabe muchísimo acerca de las criaturas del mar. Le encanta realizar trabajos de campo y laboratorio. Desafortunadamente, se distrae con facilidad con plantas y animales que lo ponen en situaciones peligrosas. Le gusta gritar «Medusas saltarinas» cada vez que hace un nuevo descubrimiento. No sabe conducir muy bien.

### Perita/Tweak
La ingeniera mecánica Perita Conejita (Tweak Bunny) ella duerme y trabaja en la Plataforma de Lanzamiento. Puede reparar casi cualquier cosa antes de decir “Super zanahorias crocantes”. Se ocupa de que todo funcione correctamente en la Sala de Motores, y mantiene y repara todas las naves del Octomódulo. Adora inventar cosas y comer zanahorias. Tiene una amiga tortuga laúd llamada Sandy y siempre han sido amigas.

### Dashi
La especialista en sistemas Dashi Dog (Dashi Dog [televisión]/Sauci Dog [libros]) es una perrita que supervisa las operaciones del Octomódulo en las Salas de Mando y Lanzamiento. Controla todas las computadoras y todo lo que sucede adentro y afuera del Octomódulo. Es la fotógrafa oficial de los Octonautas. Le encanta tomar fotos, incluso en medio de una misión. Tiene todo tipo de cámaras. El capitán siempre la lleva con Shellington, o mejor dicho, la mayoría de veces.

## Naves

### Octomódulo
El Octomódulo (Octopod) es el hogar de todos los Octonautas, las naves, y los Vegimales. Es usado para explorar, rescatar y proteger a todas las criaturas del océano. Puede moverse como cualquier nave. Fue construido para lucir como un pulpo gigante. Modos: Octoscopio y manual.

### Nave A
La Nave A (GUP-A) es la favorita del Capitán Polar para explorar océanos y rescatar criaturas. Fue construida para lucir como un gigantesco rape. Modos: Turbo y garra.

### Nave B
La Nave B (GUP-B) es la más rápida, usada por Kwazii para correr carreras y salvar criaturas. Fue construida para lucir como un tiburón. Modos: Eyector y pez volador.

### Nave C
La Nave C (GUP-C) es una nave remolcadora que tiene el poder de remolcar a un elefante marino y pasar a través de hielo grueso. Fue construida para lucir como una ballena azul. Modos: Cable de remolque.

### Nave D
La Nave D (GUP-D) es la favorita de Perita para proyectos submarinos complicados. Fue construida para lucir como una mantarraya hasta un cangrejo decorador. Modos: Garra y taladro

### Nave E
La Nave E (GUP-E) es la nave-ambulancia de Pepe, usada para todas las emergencias médicas. Puede transformarse para explorar. Modos: Cámara y tanque de criaturas.

### Nave F
La Nave F (GUP-F) es una nave que nunca usan, ya que es manual y para avanzar dos personas tienen que pedalear. En un capítulo quedó sólo esta nave y el Capitán Polar y Kwazii tuvieron que usarla para perseguir a las demás naves. A Kwazii no le gusta.

### Nave X
La nave X (GUP-X) es la nave que Perita le obsequio al Capitán Polar para Navidad, es muy similar al Octomódulo. A diferencia del resto de las naves esta usa neumáticos. Solo se ha visto en el especial de Navidad (2012). 
modos: no se han visto.

### Nave V
La nave V (GUP-V) es la nave que los vegimales construyeron en el capítulo de la Navidad especial de los vegimales para salvar a los demás octonautas que están atrapados. Simulando un trineo de Navidad. Esta nave solo la saben usar Víctor y los vegimales.

## Informe de Criatura
El Informe de Criatura (Creature Report) es una canción sobre el animal o sitio marino tratado en el episodio, el cual aparece al final de cada uno de ellos.

## Lista de episodios
- 1. El tiburón ballena: Emisión: 4 de octubre de 2010
- 2. La tormenta marina: Emisión: 5 de octubre de 2010
- 3. El cangrejo y el erizo: Emisión: 6 de octubre de 2010
- 4. El jefe morsa: Emisión: 7 de octubre de 2010
- 5. El pez volador: Emisión: 8 de octubre de 2010
- 6. El calamar gigante: Emisión: 11 de octubre de 2010
- 7. Las orcas: Emisión: 12 de octubre de 2010
- 8. The Great Algae Escape: Emisión: 13 de octubre de 2010
- 9. Los remipedios: Emisión: 14 de octubre de 2010
- 10. El pez vela: Emisión: 15 de octubre de 2010
- 11. El volcán en erupción: Emisión: 18 de octubre de 2010
- 12. El mapa del monstruo: Emisión: 19 de octubre de 2010
- 13. La estrella de mar perdida: Emisión: 20 de octubre de 2010
- 14. La ballena jorobada albina: Emisión: 21 de octubre de 2010
- 15. El rescate en el bosque de quelpos: Emisión: 22 de octubre de 2010
- 16. ¿?: Emisión: 23 de octubre de 2010
- 17. El narval: Emisión: 26 de octubre de 2010
- 18. La Zona de Medianoche: Emisión: 27 de octubre de 2010
- 19. El camarón tamarú: Emisión: 28 de octubre de 2010
- 20. El pepino de mar: Emisión: 29 de octubre de 2010
- 21. El remolino gigante: Emisión: 1 de octubre de 2010
- 25. El cangrejo decorador: Emisión: 5 de octubre de 2010
- 26. Las ballenas beluga: Emisión: 6 de octubre de 2010
- 27. El pez piloto hambriento: Emisión: 7 de octubre de 2010
- 28. El calamar vampiro: Emisión: 8 de octubre de 2010
- 29. La historia del caballito de mar: Emisión: 9 de noviembre de 2010
- 30. La medusa gigante: Emisión: 10 de noviembre de 2010
- 31. Los tiburones cigarro: Emisión: 13 de noviembre de 2010
- 32. El pez remo: Emisión: 14 de noviembre de 2010
- 33. El blénido: Emisión: 15 de noviembre de 2010
- 34. La explosión de medusas: Emisión: 16 de noviembre de 2010
- 35. El delfín bebé: Emisión: 17 de noviembre de 2010
- 36. El pez duende:
- 43. Las iguanas marinas:
- 46. Las rayas torpedo:
- 49. The Humuhumus:
- 50. The Giant Spider Crab:
- 51. Eel Ordeal:
- 52. Las orcas del Ártico:
- 53. The Crafty Cuttlefish:
- 54. El rescate con delfines:
- 55. El tiburón pigmeo:
- 56. Las anémonas enemigas: Emisión: 25 de octubre de 2010
- 57. La foca elefante:
- 58. The Great Christmas Race:
- 59. The Great Penguin Race: Emisión: 13 de diciembre de 2010
- 60. El cangrejo ermitaño: Emisión: 2 de noviembre de 2010
- 61. The Kelp Forest Rescue: Emisión: 4 de noviembre de 2010
- 62. The Lost Lemon Shark:
- 63. La Zona Batipelágica: Emisión: 27 de octubre de 2010
- 64. Las ballenas atrapadas: Emisión: 3 de noviembre de 2010
- 65. El pez loro:
- 66. The Pirate Parrotfish:
- 67. La escuela de sardinas:
- 68. The Sardine's Tale:
- 69. La anguila babosa:

## Curiosidades
- Meomi Design Inc., quien ilustró los libros de The Octonauts, es también creador de Miga, Quatchi y Sumi, mascotas de los Juegos Olímpicos de Invierno de 2010.